# Altmelon
Altmelon osztrák mezőváros Alsó-Ausztria Zwettli járásában. 2019 januárjában 849 lakosa volt. 

## Elhelyezkedése

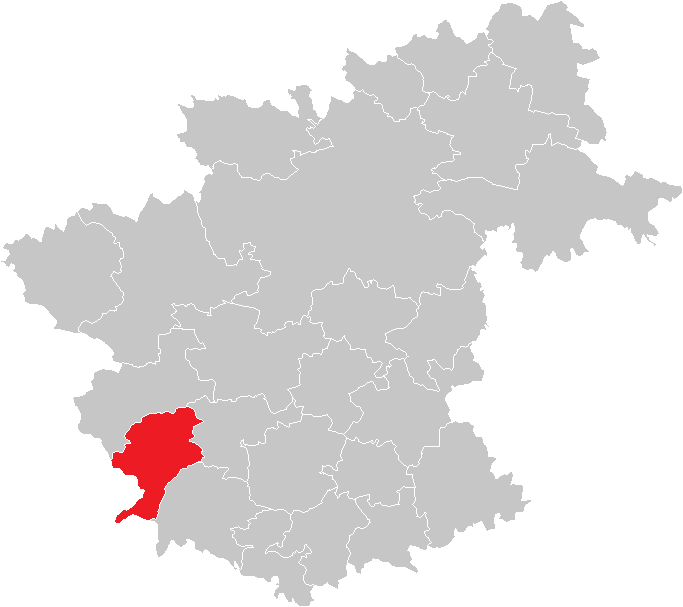
Altmelon a Zwettli járásban

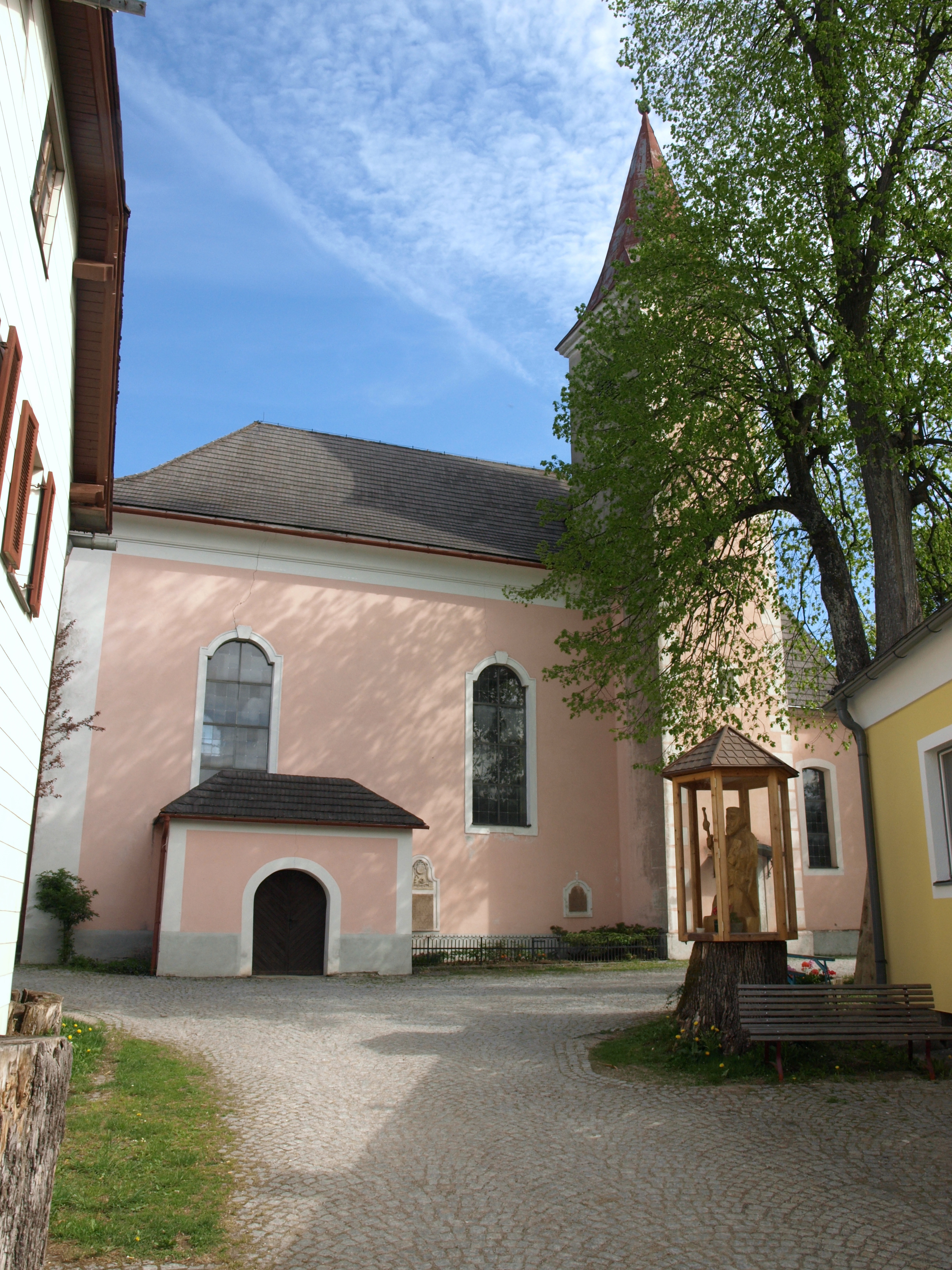
A Szt. Jakab-plébániatemplon

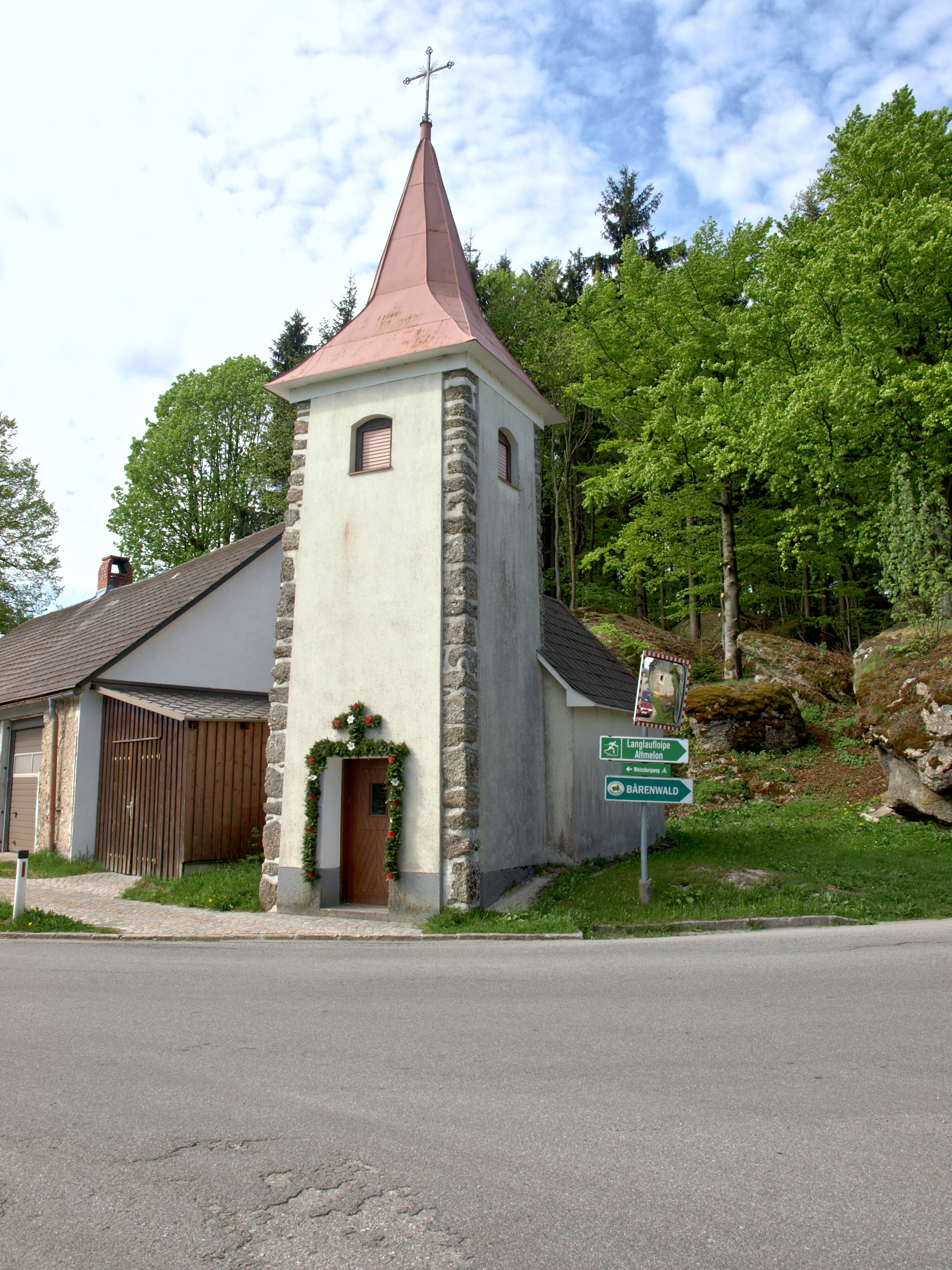
Kleinpertenschlag kápolnája

Altmelon Alsó-Ausztria Waldviertel régiójában fekszik az ún. waldvierteli felföldön. Legfontosabb folyóvizei az Arbesbach, a Fichtenbach, a Galgenbergbach, valamint az itt eredő Kleine Kamp. Legnagyobb állóvize a Klausteich. Az önkormányzat 11 településrészt és falut egyesít: Altmelon (296 lakos 2019-ben), Dietrichsbach (72), Dürnberg (0), Fichtenbach (52), Großpertenschlag (101), Kleinpertenschlag (135), Kronberg (45), Kronegg (63), Marchstein (19), Perwolfs (35) és Schwarzau (31). A kataszteri közösségek Altmelon, Dietrichsbach, Fichtenbach, Großpertenschlag, Kleinpertenschlag és Perwolfs.
A környező önkormányzatok: északra Arbesbach, keletre Schönbach, délre Bärnkopf, délnyugatra Sankt Georgen am Walde, nyugatra Königswiesen (utóbbi kettő Felső-Ausztriában).

## Története
Altmelont a befolyásos Kuenring-nemzetség alapította waldvierteli birtokán és Weitrából telepítettek ide parasztokat. Először 1259-ben említik. A falu ekkor Rappottenstein uradalmához tartozott. 1264-ben II. Heinrich von Kuenring-Weitra cisztercita apácakolostort alapított itt, amelyet azonban hamarosan átköltöztettek Neu-Amelonba, majd 1277-ben a Horn melletti Krugba. 
A 14. században a Dachsbergek egyesítették arbesbachi uradalmukkal, amikor megszerezték Rapottensteint. A 15. század elején a Starhembergek, majd a Hackelbergek szerezték meg; utóbbiak rosszul bántak jobbágyaikkal és sokan elmenekültek birtokaikról. 1674-ben Gundacker von Dietrichstein gróf vásárolta meg a falut. A reformáció után a település 1563 és 1630 között protestáns többségű volt; a katolikusak száma úgy lecsökkent, hogy egyesíteni kellett Altmelon és Arbesbach egyházközségeit, de így csak 50 hívő maradt, szemben az 525 protestánssal. 
A második világháború után, 1945-ben egy tűzvész elpusztította a templomot és tizenegy másik házat. A vízvezetéket 1959-ben, az elektromosságot 1961-ben vezették be Altmelonba.
1970-ben Altmelon és Großpertenschlag községek Pertenschlag-Melon néven egyesültek. 1985-ben az önkormányzatot mezővárosi rangra emelték és egyúttal a nevét Altmelonra változtatták. 

## Lakosság
Az altmeloni önkormányzat területén 2019 januárjában 849 fő élt. A lakosságszám a csúcspontját 1880-ban érte el 1340 fővel, azóta többé-kevésbé folyamatos csökkenés tapasztalható. 2017-ben a helybeliek 99,7%-a volt osztrák állampolgár; a külföldiek közül 0,1% a régi (2004 előtti), 0,1% az új EU-tagállamokból érkezett. 2001-ben a lakosok 99,1%-a római katolikusnak, 0,5% pedig felekezeten kívülinek vallotta magát. 
A lakosság számának változása:

| 2016 | 848 |
| 2018 | 862 |

## Látnivalók
- a Szt. Jakab-plébániatemplom
- az 1725-ből származó volt dietrichsbachi üveghuta, az ún. Wachtelhütte
- a mezőgazdasági múzeum
- a kovácsmúzeum

## Fordítás
- Ez a szócikk részben vagy egészben  az   Altmelon című német Wikipédia-szócikk ezen változatának fordításán alapul.  Az eredeti cikk szerkesztőit annak laptörténete sorolja fel. Ez a jelzés csupán a megfogalmazás eredetét és a szerzői jogokat jelzi, nem szolgál a cikkben szereplő információk forrásmegjelöléseként.